# Morfologia sociale
Per morfologia sociale, spesso anche definita geografia sociale, si intende lo studio delle dinamiche attraverso le quali i fenomeni sociali si distribuiscono territorialmente. La distribuzione territoriale è analizzata a partire dalle forme di insediamento della popolazione, intese come configurazioni e localizzazioni nello spazio. Le configurazioni e localizzazioni prendono in considerazioni non solo la collettività della popolazione, ma anche attività economiche, politiche e culturali, processi sociali, istituzioni ed associazioni facenti parte di una determinata società o area culturale.
Obiettivo è porre in luce la forma specifica dei fenomeni osservati e come questa si destruttura in rapporto con le caratteristiche dell'ambiente naturale ed artificiale e nondimeno con la composizione, il volume e la densità della popolazione presente nell'area.
La morfologia sociale nasce da Émile Durkheim, a sua volta ispirato dal positivismo di Auguste Comte.